# Championnat du Liberia de football 2005
Navigation
Edition 1999-2001 Edition 2012
La saison 2005 du Championnat du Liberia de football est la 33e édition du championnat de première division liberien. Les huit clubs engagés sont regroupés au sein d'une poule unique où ils s'affrontent à deux reprises. En fin de saison, les deux derniers du classement sont relégués et remplacés par les deux meilleurs clubs de deuxième division.
C'est le club de LPRC Oilers qui remporte la compétition cette saison après avoir terminé en tête du classement final, avec cinq points d'avance sur NPA Anchors et dix sur Roots FC. C'est le cinquième titre de champion du Liberia de l'histoire du club.

## Participants
- LISCR FC
- Roots FC
- LPRC Oilers
- Alliance FC
- Invincible Eleven
- MC Breweries
- NPA Anchors
- Mighty Barrolle

## Compétition
Le classement est établi sur le barème de points classique (victoire à 3 points, match nul à 1, défaite à 0). Pour départager les égalités, on tient d'abord compte de la différence de buts générale, puis du nombre de buts marqués, puis des confrontations directes.

### Classement
| Rang | Équipe            | Pts | J  | G | N | P | Bp | Bc | Diff |
| ---- | ----------------- | --- | -- | - | - | - | -- | -- | ---- |
| 1    | LPRC Oilers       | 29  | 14 | 8 | 5 | 1 |    |    |      |
| 2    | NPA Anchors       | 24  | 14 | 7 | 3 | 4 |    |    |      |
| 3    | Roots FC          | 19  | 14 | 5 | 4 | 5 |    |    |      |
| 4    | Mighty BarrolleT  | 18  | 14 | 5 | 3 | 6 |    |    |      |
| 5    | MC Breweries      | 18  | 14 | 5 | 3 | 6 |    |    |      |
| 6    | LISCR FCC         | 18  | 14 | 5 | 3 | 6 |    |    |      |
| 7    | Invincible Eleven | 17  | 14 | 4 | 5 | 5 |    |    |      |
| 8    | Alliance FC       | 11  | 14 | 3 | 2 | 9 |    |    |      |

|  | Qualification pour la Ligue des champions de la CAF 2006 |
|  | Relégation directe en deuxième division                  |
|  | T : Tenant du titre C : Vainqueur de la Coupe du Liberia |

## Bilan de la saison
| Championnat du Liberia de football 2005                             |                        |
| Champion                                                            | LPRC Oilers (5e titre) |
| Coupes et trophées                                                  |                        |
| Vainqueur de la Coupe du Liberia 2005                               | LISCR FC               |
| Qualifications continentales                                        |                        |
| Ligue des champions de la CAF 2006                                  | LPRC Oilers            |
| Coupe de la confédération 2006                                      | Aucun                  |
| Promotions et relégations                                           |                        |
| Promus en First Division                                            | Monrovia Black Star FC |
| Promus en First Division                                            | Watanga FC             |
| Relégués en Championnat du Liberia de football de deuxième division | Invincible Eleven      |
| Relégués en Championnat du Liberia de football de deuxième division | Alliance FC            |